# 霍恩贝克 (路易斯安那州)
霍恩贝克（英語：Hornbeck），是美国路易斯安那州下属的一座城市。根据2010年美国人口普查，该市有人口480人。建置上，属于“town”。